# Плейнвью (тауншип, Миннесота)
Плейнвью (англ. Plainview) — тауншип в округе Уабаша, Миннесота, США. На 2000 год его население составило 498 человек.

## География
По данным Бюро переписи населения США площадь тауншипа составляет 86,4 км², из которых 86,4 км² занимает суша, водоёмов нет.

## Демография
По данным переписи населения 2000 года здесь находились 498 человек, 166 домохозяйств и 132 семьи.  Плотность населения —  5,8 чел./км².  На территории тауншипа расположено 176 построек со средней плотностью 2,0 построек на один квадратный километр. Расовый состав населения: 98,80 % белых, 1,20 % — других рас США. Испанцы или латиноамериканцы любой расы составляли 1,81 % от популяции тауншипа.
Из 166 домохозяйств в 45,2 % воспитывались дети до 18 лет, в 70,5 % проживали супружеские пары, в 5,4 % проживали незамужние женщины и в 19,9 % домохозяйств проживали несемейные люди. 14,5 % домохозяйств состояли из одного человека, при том 9,0 % из — одиноких пожилых людей старше 65 лет. Средний размер домохозяйства — 3,00, а семьи — 3,38 человека.
31,5 % населения — младше 18 лет, 10,2 % — в возрасте от 18 до 24 лет, 27,5 % — от 25 до 44, 18,9 % — от 45 до 64, и 11,8 % — старше 65 лет. Средний возраст — 36 лет. На каждые 100 женщин приходилось 117,5 мужчин.  На каждые 100 женщин старше 18 приходилось 115,8 мужчин.
Средний годовой доход домохозяйства составлял 53 125 долларов, а средний годовой доход семьи —  59 167 долларов. Средний доход мужчин —  33 958  долларов, в то время как у женщин — 22 426. Доход на душу населения составил 19 778 долларов. За чертой бедности находились 1,5 % семей и 2,4 % всего населения тауншипа, из которых 2,2 % младше 18 и 2,9 % старше 65 лет.